# Open Me: A Higher Consciousness of Sound and Spirit
Open Me: A Higher Consciousness of Sound and Spirit ist ein Jazzalbum von Kahil El’Zabar’s Ethnic Heritage Ensemble. Die im Juli 2023 in den Soundmine Studios, Chicago, entstandenen Aufnahmen erschienen am 8. März 2024 auf dem Label Spiritmuse.

## Hintergrund
Kahil El’Zabar gründete das Ethnic Heritage Ensemble 1973 kurz nach dem Ende seiner Amtszeit als Vorsitzender der Association for the Advancement of Creative Musicians (AACM). Ursprünglich ein Quintett, entwickelte sich daraus bald ein Trio mit El’Zabar an der Perkussion sowie zwei Bläsern. 1981 erschien Three Gentlemen from Chikago, eingespielt von Kahil El'Zabar mit Henry Huff und Edward Wilkerson. Zur Besetzung auf Open Me: A Higher Consciousness of Sound and Spirit gehört neben Corey Wilkes, der seit Anfang der 2000er Jahre zur Combo gehört, Alex Harding, der 2018 verpflichtet wurde; beide hatten seit Anfang der 2000er Jahre mit El’Zabar in Gruppen wie Joseph Bowies Defunkt gespielt. Wie gewohnt hat El‘Zabar auch einige Gäste hinzugezogen, dieses Mal den Geiger und Bratschisten James Sanders und den Cellisten Ishmael Ali.

## Titelliste
- Kahil El'Zabar's Ethnic Heritage Ensemble: Open Me: A Higher Consciousness of Sound and Spirit (Spiritmuse)[2]

1. All Blues (Miles Davis)
2. Barundi
3. The Whole World (Traditional)
4. Return of the Lost Tribe
5. Hang Tuff
6. Can You Find a Place
7. Great Black Music
8. Passion Dance (McCoy Tyner)
9. Ornette
10. Compared to What (Gene McDaniels)
11. Kari
12. Open Me

Wenn nicht anders vermerkt, stammen die Kompositionen von Kahil El’Zabar.

## Rezeption
Nach Ansicht von Chris May, der das Album in All About Jazz rezensierte, ist Open Me wie seine Vorgängeralben in der zeitgenössischen Realität verankert, berühre aber auch das kosmische Jenseits. Es sei Spiritual Jazz vom Feinsten, eine Reise in tiefe Wurzeln und zukünftige Wege.
Das Album enthalte eine Mischung aus Standards und Eigenkompositionen und beginnt mit einer genial trägen Version von Miles Davis’ „All Blues“, die die ansteckende Melodie des Stücks durch Alex Hardings sehnsuchtsvolles Bariton-Solo unterstreiche, schrieb Ammar Kalia im Guardian. El’Zabars eigene Kompositionen hingegen würden die Vielseitigkeit seines Spielstils zeigen. Auch wenn es für manche zu träge sein mag, demonstriere das Album Open die stille Kraft von El’Zabars Erfahrung, die Bewegung durch minimalen Ausdruck schafft.
Das Album gelangte im Juli 2024 auf #22 bei dem von Tom Hull erhobenen Mid-Year Jazz Critics Poll.